# Réserve spéciale du Pic d'Ivohibe
La Réserve Spéciale du Pic d’Ivohibe est une aire protégée de Madagascar, située à 5km à l’est d’Ivohibe, Ihorombe (ex-Province de Fianarantsoa), Madagascar.
Elle est créée le 16 septembre 1964 par le décret nº 64 – 380, avec une superficie de 3453 ha. La mise en place de ses bornes a été effectuée en 2001.
Le massif d’Ivohibe est une partie méridionale de la chaîne d’Andringitra. Le sommet du pic, particulièrement abrupte et accidenté, constitue un obstacle au système des vents dominants de l’Est et favorise ainsi les précipitations et la condensation. Plusieurs rivières et des affluents importants des rivières Menarahaka et Iantara prennent leur source dans le massif d’Ivohibe.

## Climat
Le climat est tropicale humide dans sa zone orientale avec une température annuelle moyenne de 23°C.

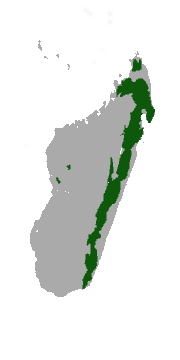
Le Pic d'Ivohibe s'inscrit dans le grand ensemble forestier et montagneux de Madagascar, abritant notamment des lémuriens endémiques, ainsi que des espèces inconnues ou non-répertoriées de champignons et de plantes.

## Faune
Le massif d’Ivohibe constitue la section sud de la chaîne d’Andringitra. Cette réserve s'étend sur les écozones centrale et orientale, illustrant les forêts tropicales humides de basse et moyenne altitude. Sa flore comprend des espèces typiques des forêts tropicales humides toujours vertes, ainsi que des plantes spécifiques aux hauts plateaux du sud-est et des espèces endémiques locales. En ce qui concerne la faune, la réserve est riche en biodiversité, bien qu'aucune espèce strictement endémique n'ait été identifiée : elle abrite 8 espèces de lémuriens, dont la répartition est principalement limitée au sud-est, comme Propithecus edwardsi et Avahi peyrierasi.

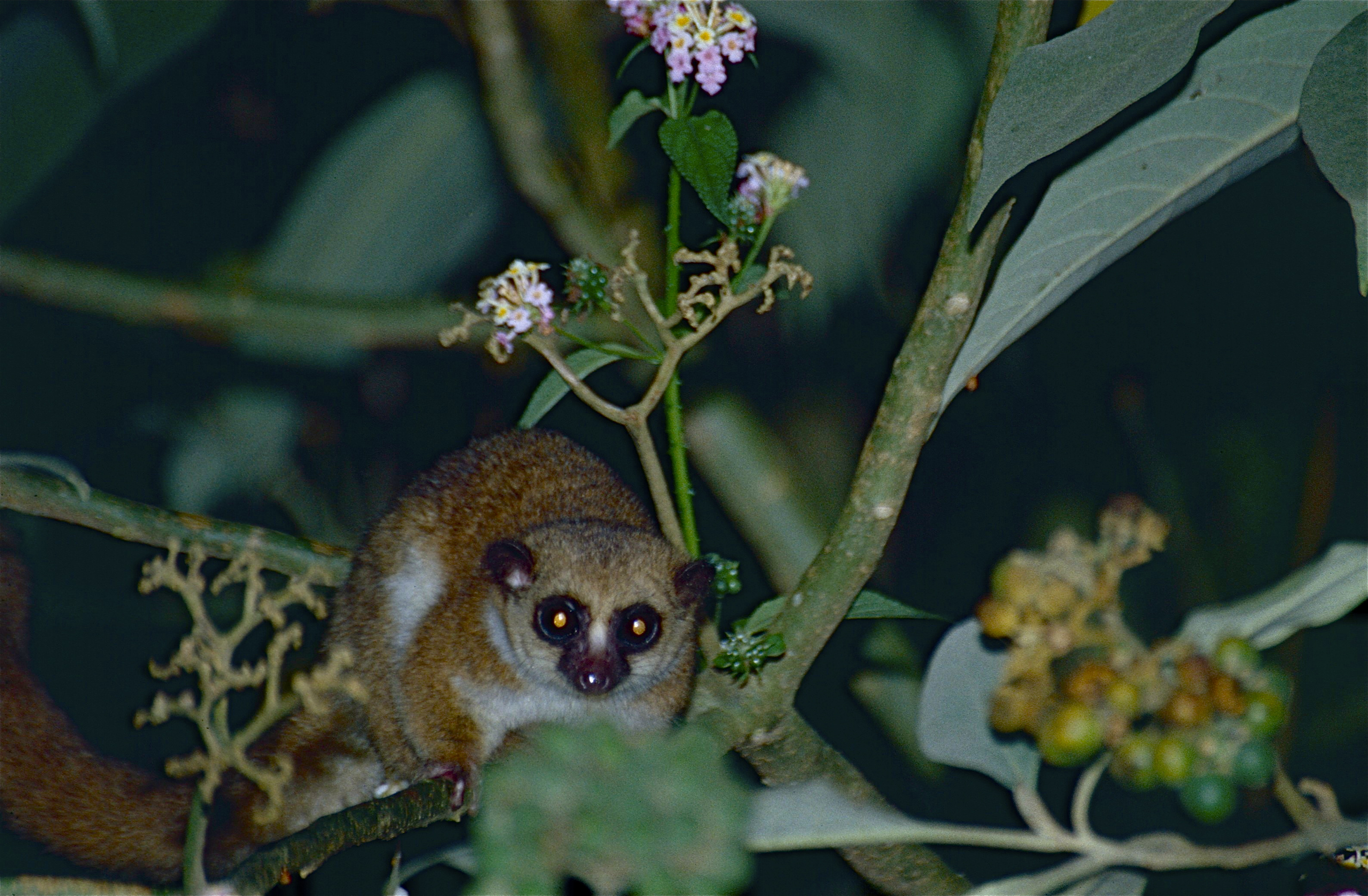
Grand cheirogale (ou Microcèbe roux)
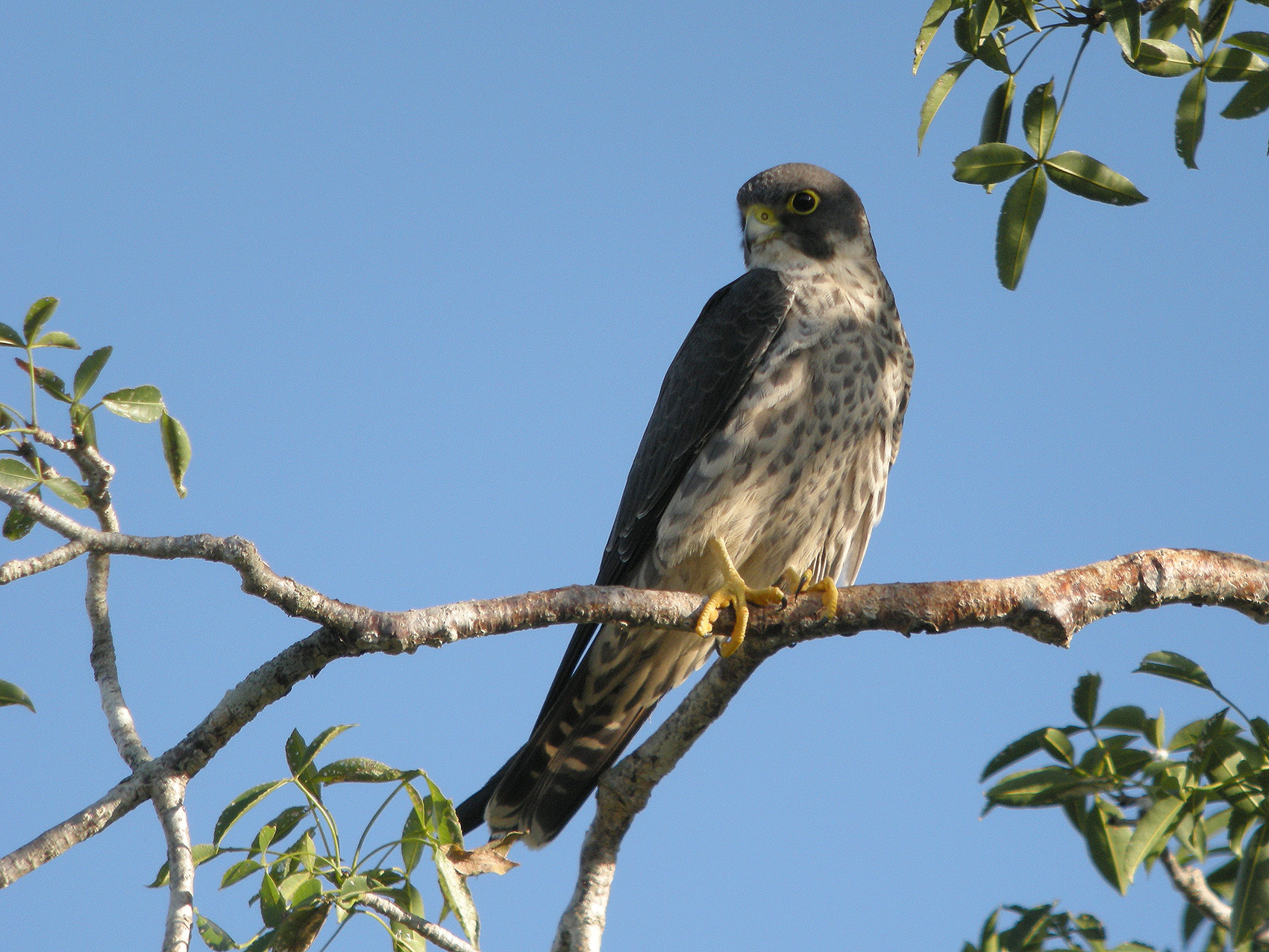
Faucon concolore
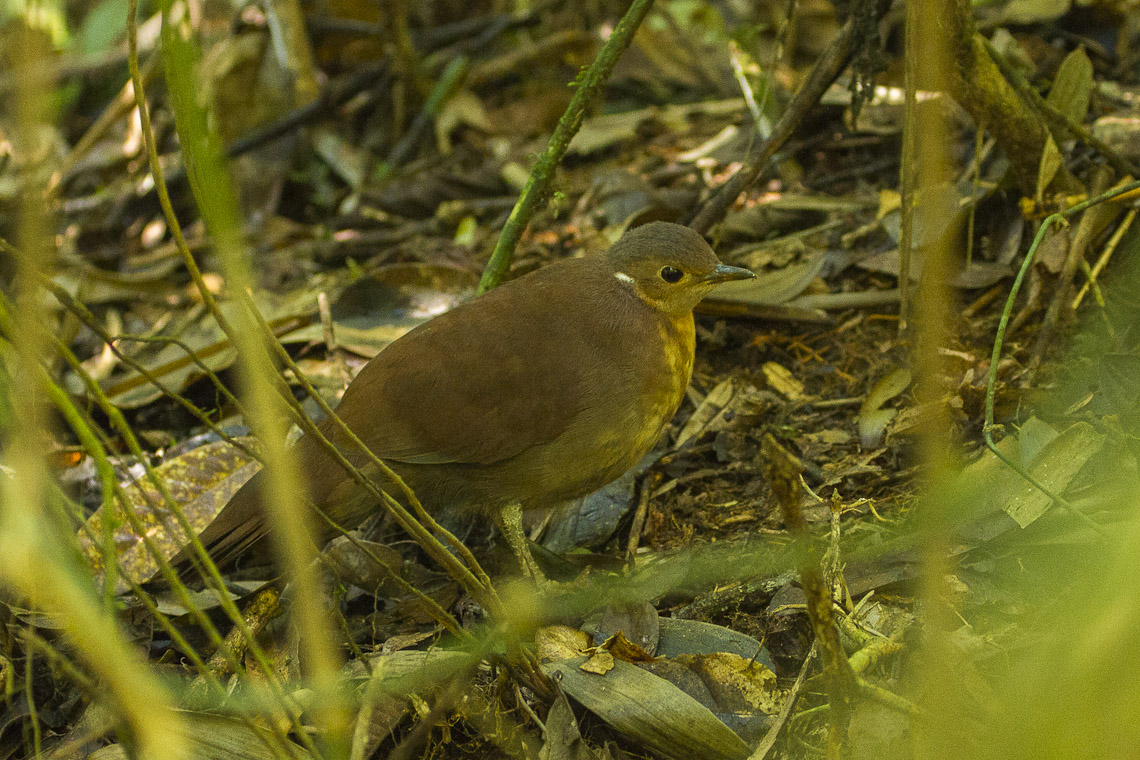
Mésite unicolore
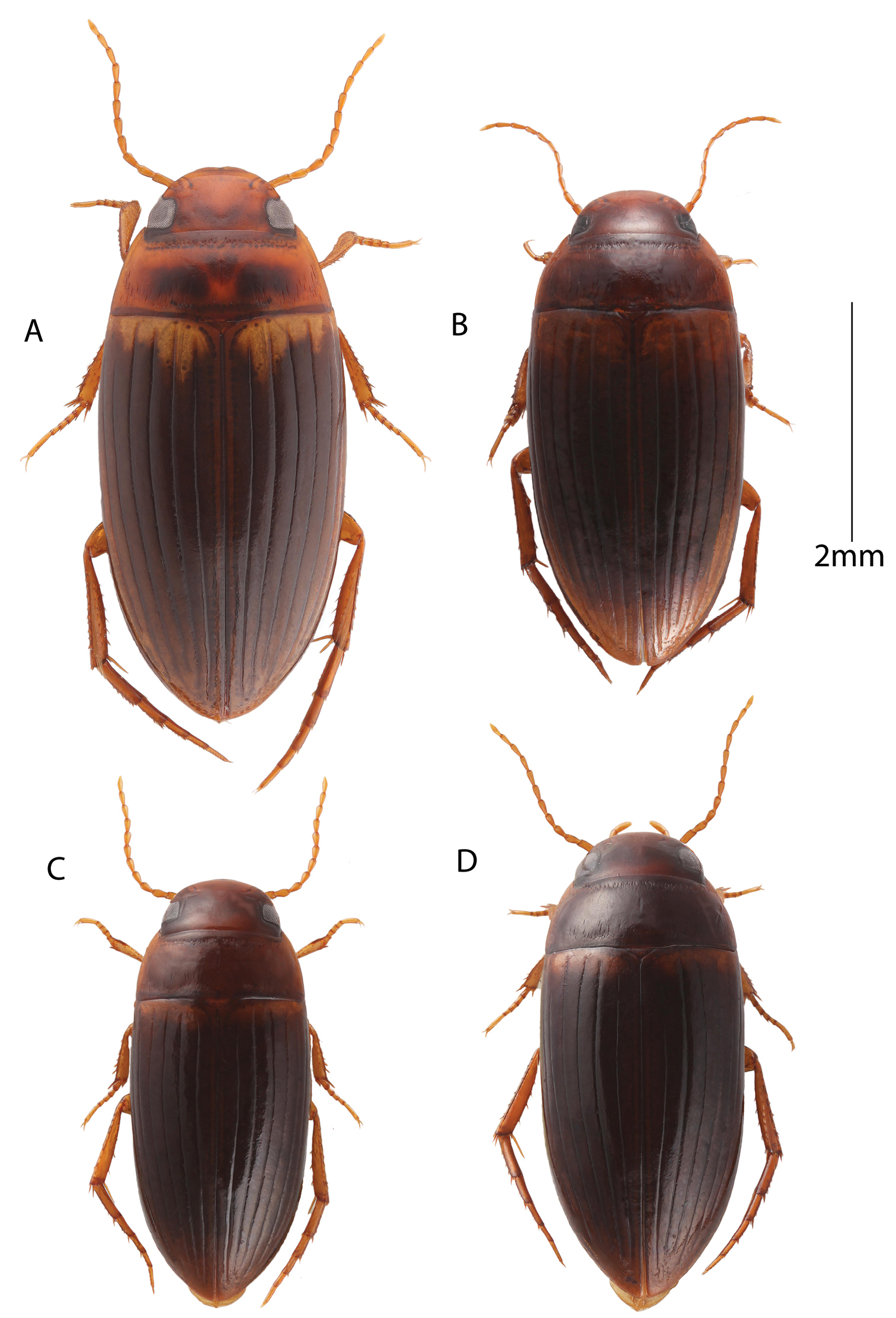
Copelatus

## Flore
La flore de la réserve est caractérisée par une végétation rupicole, des sortes de pelouses à xérophytes : végétation plus ou moins ouverte, discontinue avec dominance de chaméphytes xérophiles, succulentes ou sclérophylle.
Types d'habitats : forêt dense humide de basse altitude, forêt dense humide de moyenne altitude, végétation rupicole, fourré éricoïde de montagne, fourrés secondaires, prairies et pâturages secondaires.

## Gestion communautaire
À l’instar de toutes les aires protégées gérées par Madagascar National Parks, la gestion de l’UG Andringitra – Pic d’Ivohibe est dite de «cogestion collaborative» avec une participation de membres des communautés locales, notamment concernant la conservation et le développement. Ces activités sont regroupées dans le CLP (comité local du parc) et un COSAP (comité d’orientation et de soutien des aires protégées).

## Valeur économique et écologique
La Réserve Spéciale du Pic d’Ivohibe a un rôle stratégique, tant du point de vue écologique qu'économique : c'est une zone rare de condensation et de captage des eaux, qui dépend néanmoins de son massif forestier environnant. La réserve assure aussi une protection contre l’avancée du niveau de déforestation.
Il est estimé qu'environ 2500 habitants bénéficient directement des ressources naturelles et des «services écologiques» sur le territoire de la réserve.